# Debarq
Pour le woreda, voir Debarq (woreda).
Debarq est une ville du nord de l'Éthiopie, située à 90 km au nord de Gondar, dans la Semien Gondar Zone de la région Amhara. Elle se trouve à 13° 08′ N, 37° 54′ E et à 2 235 m d'altitude.
Debarq est le point d'entrée du Parc national du Simien. On y trouve le quartier général des rangers et des guides, ainsi que tout le nécessaire pour randonner dans le parc.

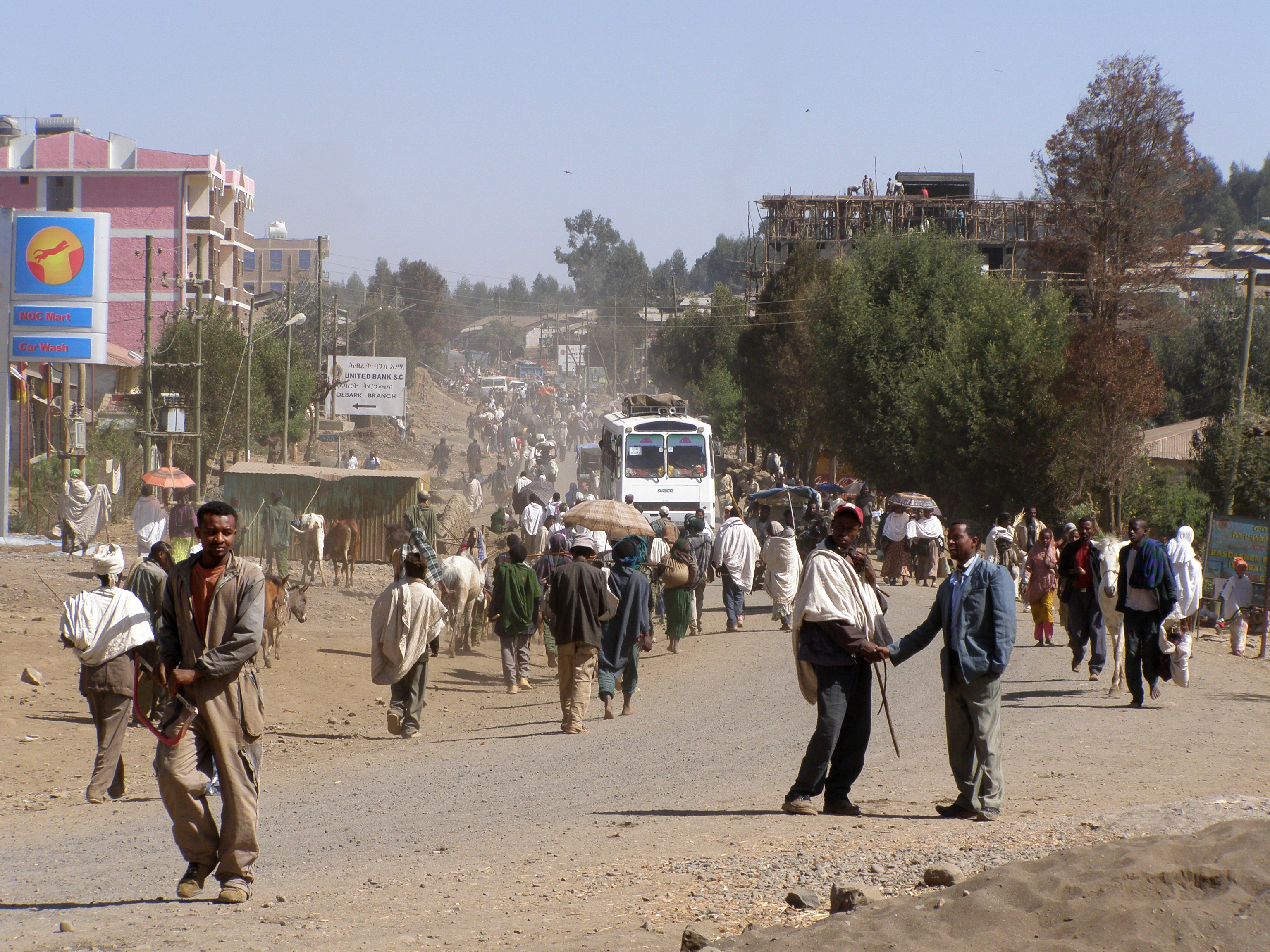
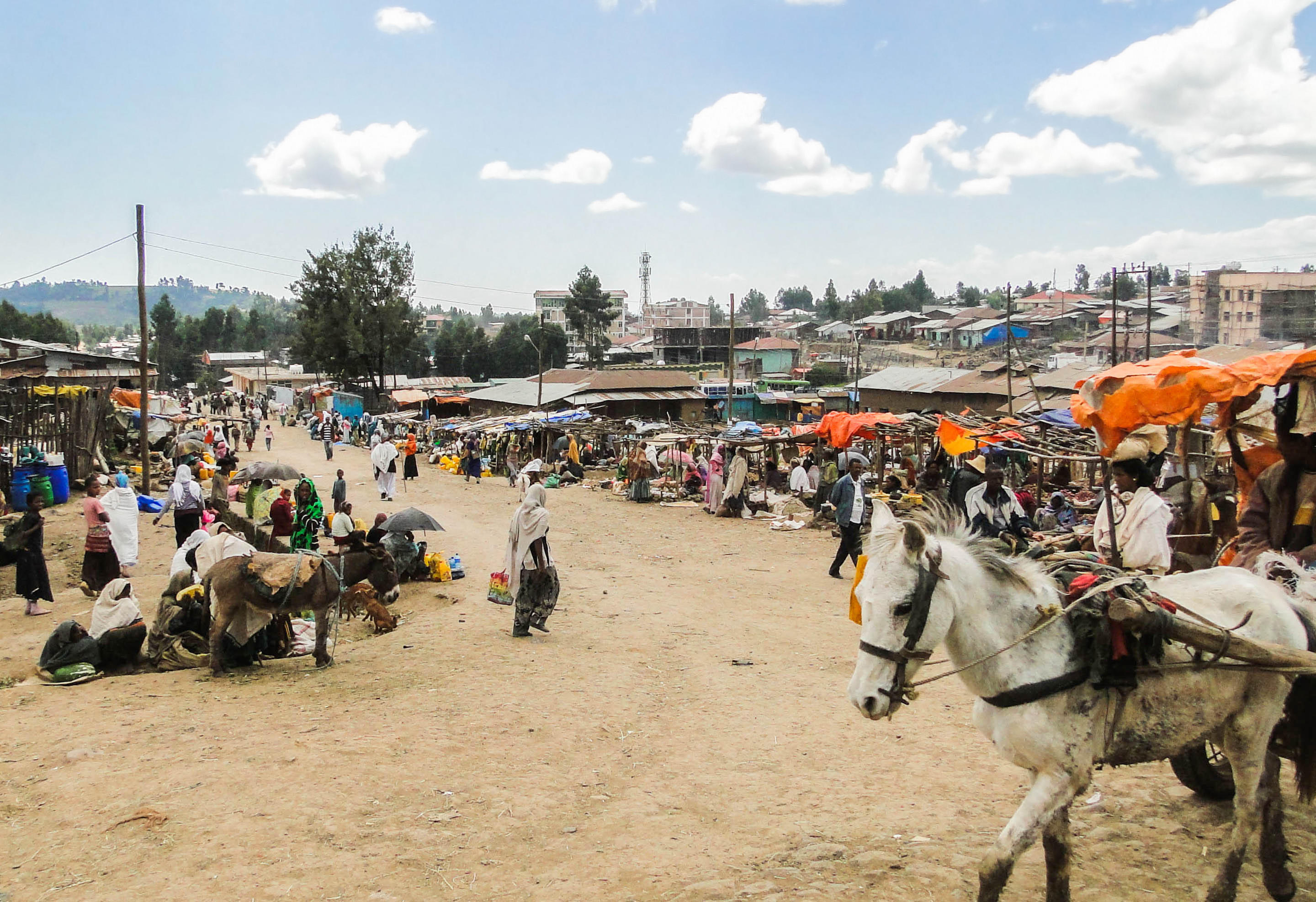
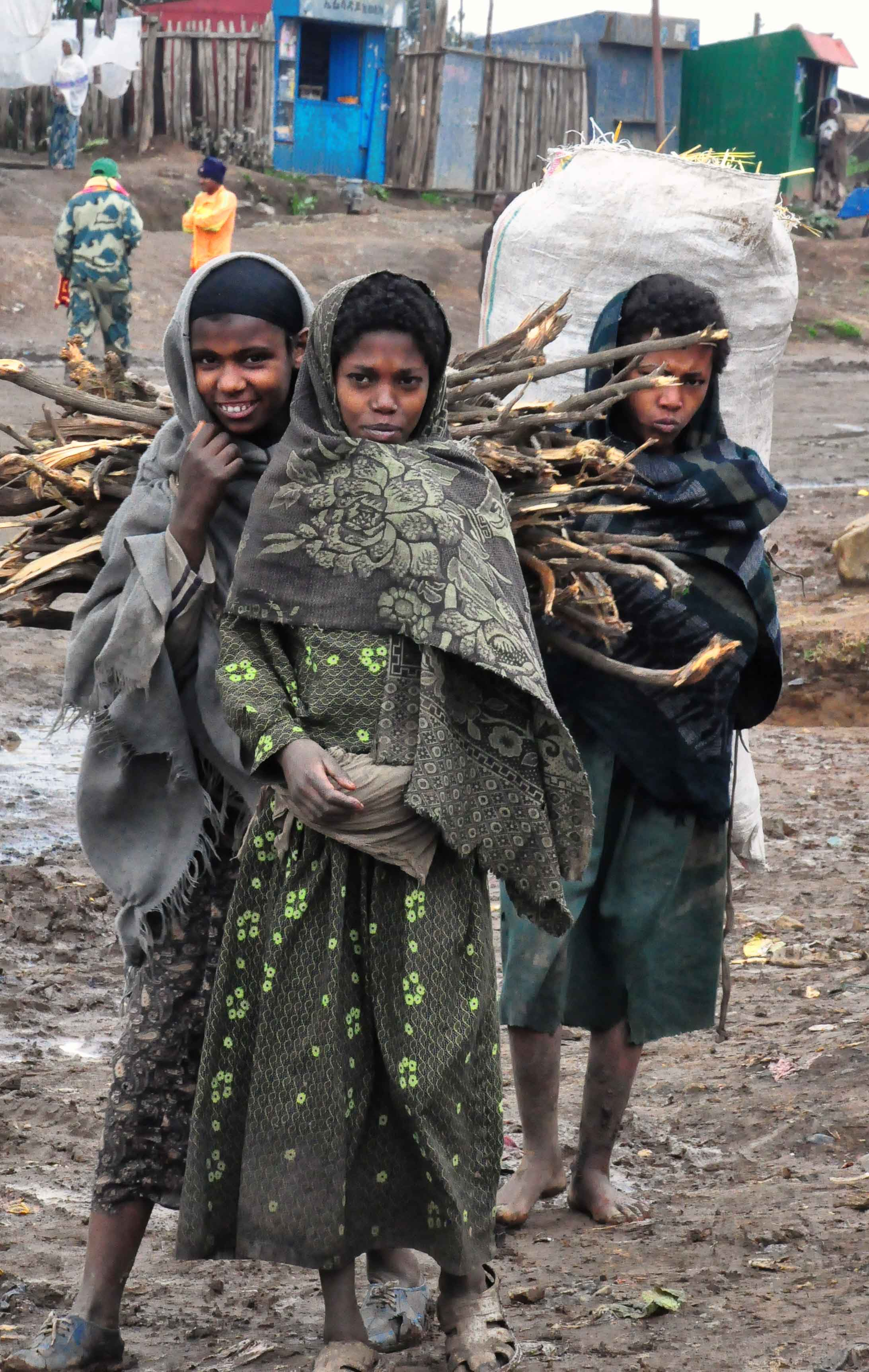

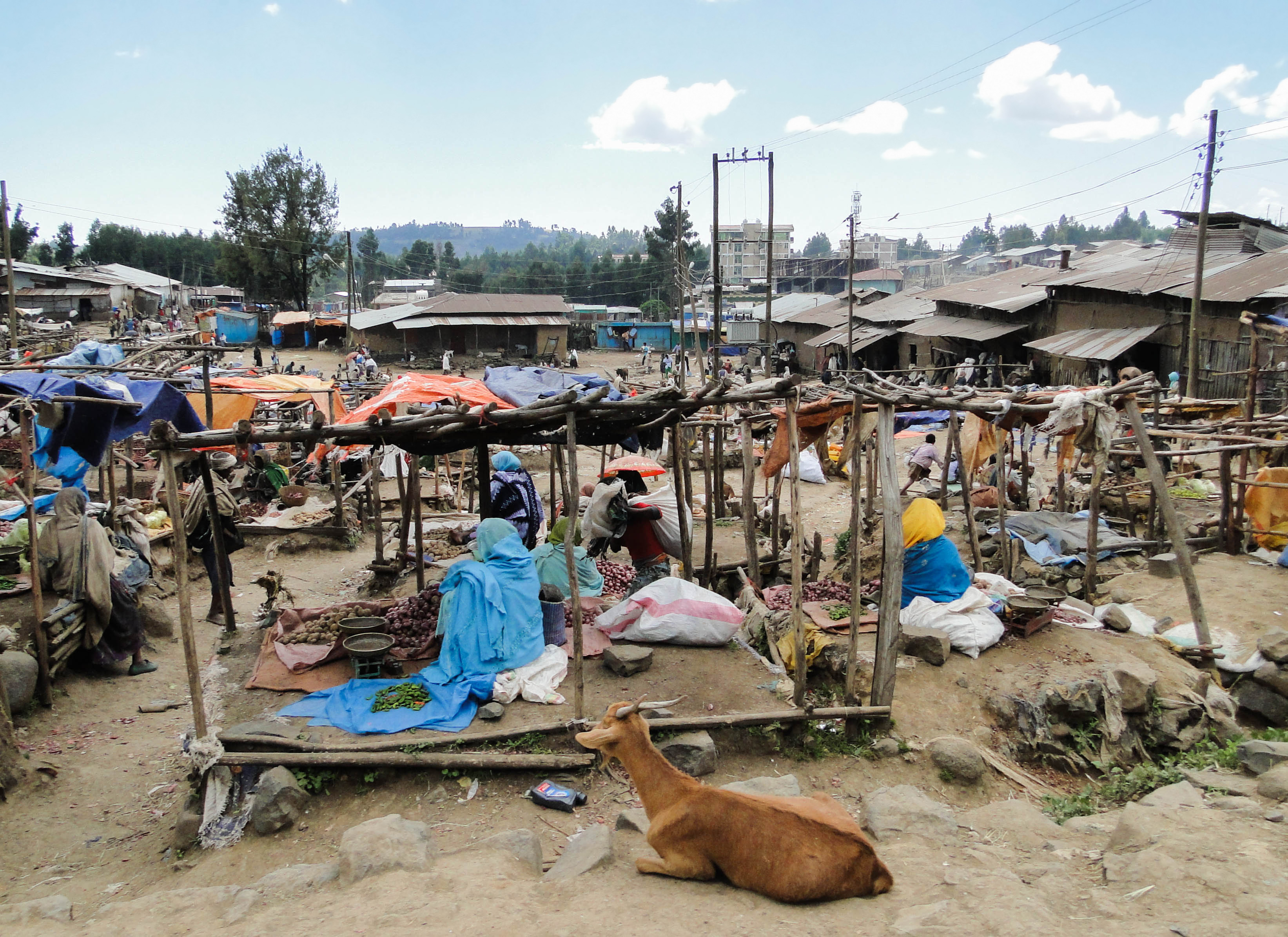
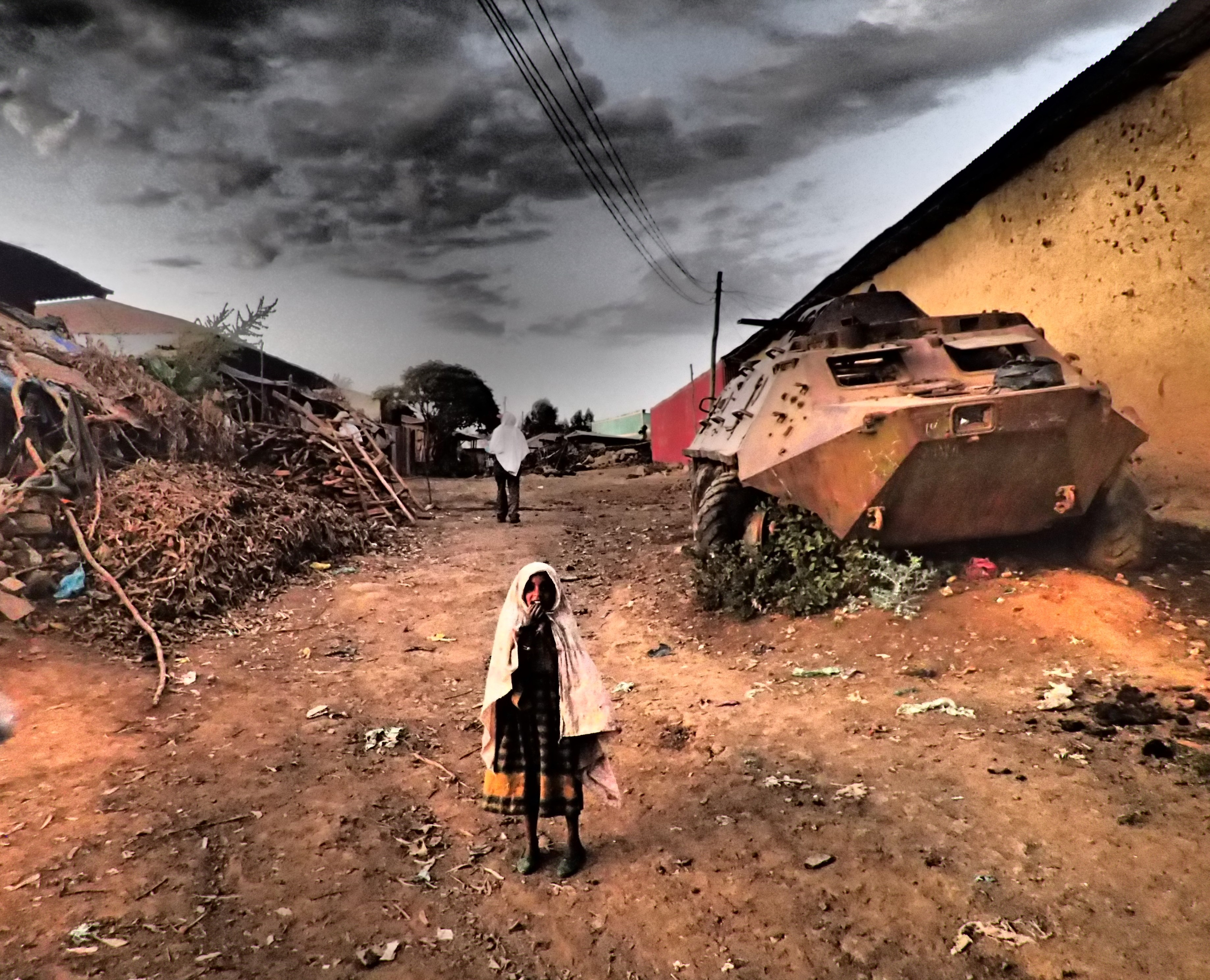
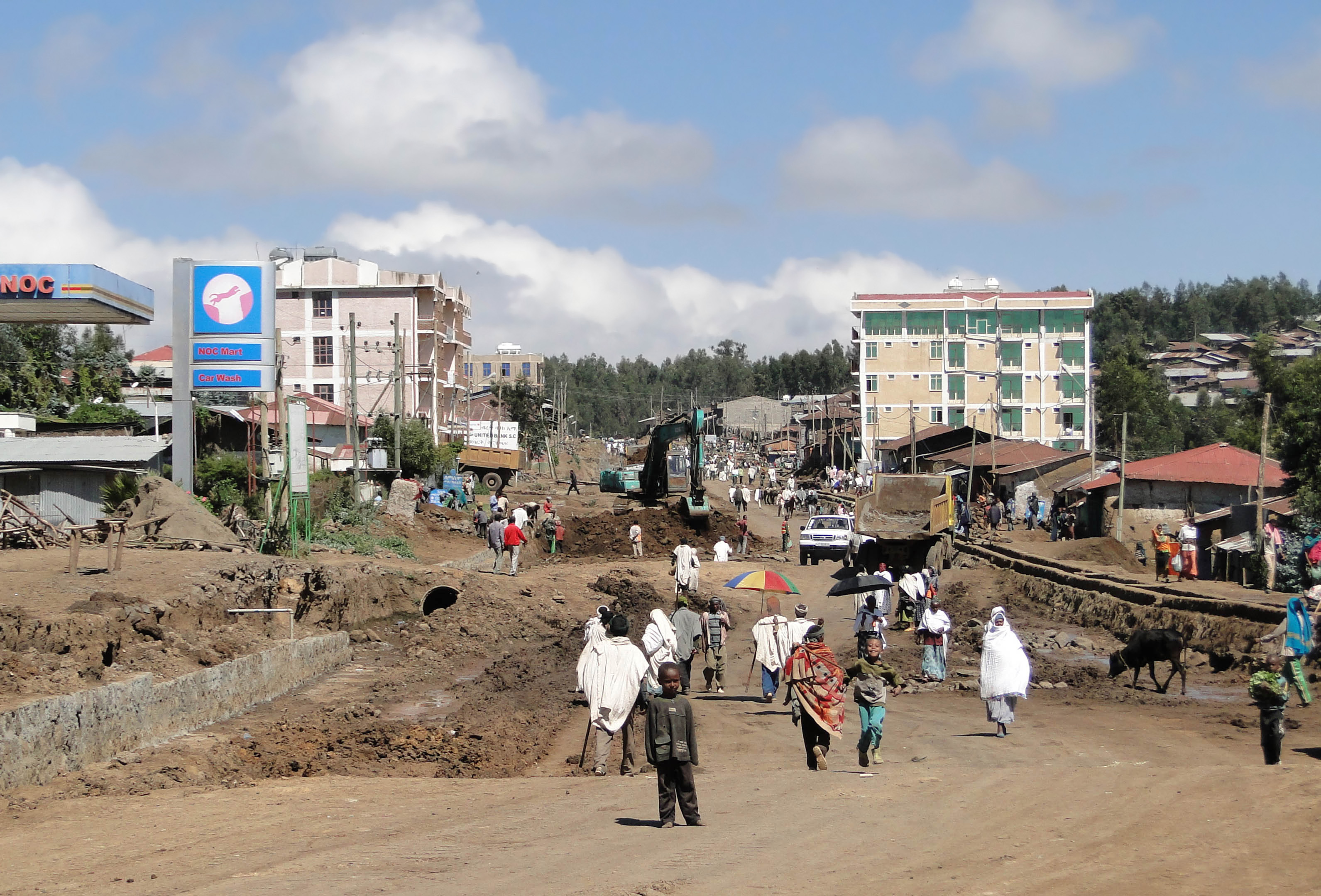